# Köpings, Nora, Lindesbergs och Enköpings valkrets
Köpings, Nora, Lindesbergs och Enköpings valkrets var vid riksdagsvalen till andra kammaren 1896–1908 en egen valkrets med ett mandat. Inför riksdagsvalet 1911 avskaffades valkretsen och Köping fördes till Västmanlands läns västra valkrets, Nora och Lindesberg till Örebro läns norra valkrets och Enköping till Uppsala läns valkrets.

## Riksdagsmän
- Carl Johan Hammarström, folkp 1897–1899, lib s 1900–1908 (1897–1908)
- Alfred Stärner, lib s (1909–1911)

## Valresultat

### 1896
| Andrakammarvalet i Sverige 1896: Köpings, Nora, Lindesbergs och Enköpings valkrets | Andrakammarvalet i Sverige 1896: Köpings, Nora, Lindesbergs och Enköpings valkrets | Andrakammarvalet i Sverige 1896: Köpings, Nora, Lindesbergs och Enköpings valkrets | Andrakammarvalet i Sverige 1896: Köpings, Nora, Lindesbergs och Enköpings valkrets | Andrakammarvalet i Sverige 1896: Köpings, Nora, Lindesbergs och Enköpings valkrets |
| Kandidat                                                                           | Kandidat                                                                           | Röster                                                                             | Röster                                                                             | Röster                                                                             |
| Kandidat                                                                           | Kandidat                                                                           | Antal                                                                              | %                                                                                  | +− %                                                                               |
| ---------------------------------------------------------------------------------- | ---------------------------------------------------------------------------------- | ---------------------------------------------------------------------------------- | ---------------------------------------------------------------------------------- | ---------------------------------------------------------------------------------- |
|                                                                                    | Carl Johan Hammarström                                                             | 341                                                                                | 58,0                                                                               |                                                                                    |
|                                                                                    | A. Kaijser i Enköping                                                              | 240                                                                                | 40,8                                                                               |                                                                                    |
|                                                                                    | Övriga kandidater                                                                  | 7                                                                                  | 1,2                                                                                | —                                                                                  |
| Antal giltiga röster                                                               | Antal giltiga röster                                                               | 588                                                                                |                                                                                    |                                                                                    |
| Kasserade röster                                                                   | Kasserade röster                                                                   | 1                                                                                  |                                                                                    |                                                                                    |
| Totalt                                                                             | Totalt                                                                             | 589                                                                                |                                                                                    |                                                                                    |

Valkretsen hade 11 094 invånare den 31 december 1895, varav 989 eller 8,9 % var valberättigade. 589 personer deltog i valet, ett valdeltagande på 60,0%.

### 1899
| Andrakammarvalet i Sverige 1899: Köpings, Nora, Lindesbergs och Enköpings valkrets | Andrakammarvalet i Sverige 1899: Köpings, Nora, Lindesbergs och Enköpings valkrets | Andrakammarvalet i Sverige 1899: Köpings, Nora, Lindesbergs och Enköpings valkrets | Andrakammarvalet i Sverige 1899: Köpings, Nora, Lindesbergs och Enköpings valkrets | Andrakammarvalet i Sverige 1899: Köpings, Nora, Lindesbergs och Enköpings valkrets |
| Kandidat                                                                           | Kandidat                                                                           | Röster                                                                             | Röster                                                                             | Röster                                                                             |
| Kandidat                                                                           | Kandidat                                                                           | Antal                                                                              | %                                                                                  | +− %                                                                               |
| ---------------------------------------------------------------------------------- | ---------------------------------------------------------------------------------- | ---------------------------------------------------------------------------------- | ---------------------------------------------------------------------------------- | ---------------------------------------------------------------------------------- |
|                                                                                    | Carl Johan Hammarström                                                             | 474                                                                                | 58,0                                                                               | ▬                                                                                  |
|                                                                                    | skollärare Östman                                                                  | 343                                                                                | 41,9                                                                               |                                                                                    |
|                                                                                    | Övriga kandidater                                                                  | 1                                                                                  | 0,1                                                                                | —                                                                                  |
| Totalt                                                                             | Totalt                                                                             | 818                                                                                |                                                                                    |                                                                                    |

Valet hölls den 12 september 1899. Valkretsen hade 11 955 invånare den 31 december 1898, varav 1 169 eller 9,8 % var valberättigade. 818 personer deltog i valet, ett valdeltagande på 70,0%.

### 1902
| Andrakammarvalet i Sverige 1902: Köpings, Nora, Lindesbergs och Enköpings valkrets | Andrakammarvalet i Sverige 1902: Köpings, Nora, Lindesbergs och Enköpings valkrets | Andrakammarvalet i Sverige 1902: Köpings, Nora, Lindesbergs och Enköpings valkrets | Andrakammarvalet i Sverige 1902: Köpings, Nora, Lindesbergs och Enköpings valkrets | Andrakammarvalet i Sverige 1902: Köpings, Nora, Lindesbergs och Enköpings valkrets |
| Kandidat                                                                           | Kandidat                                                                           | Röster                                                                             | Röster                                                                             | Röster                                                                             |
| Kandidat                                                                           | Kandidat                                                                           | Antal                                                                              | %                                                                                  | +− %                                                                               |
| ---------------------------------------------------------------------------------- | ---------------------------------------------------------------------------------- | ---------------------------------------------------------------------------------- | ---------------------------------------------------------------------------------- | ---------------------------------------------------------------------------------- |
|                                                                                    | Carl Johan Hammarström                                                             | 554                                                                                | 61,6                                                                               | ▲3,6%                                                                              |
|                                                                                    | Åmark i Enköping                                                                   | 346                                                                                | 38,4                                                                               |                                                                                    |
| Antal giltiga röster                                                               | Antal giltiga röster                                                               | 900                                                                                |                                                                                    |                                                                                    |
| Kasserade röster                                                                   | Kasserade röster                                                                   | 1                                                                                  |                                                                                    |                                                                                    |
| Totalt                                                                             | Totalt                                                                             | 901                                                                                |                                                                                    |                                                                                    |

Valet hölls den 2 september 1902. Valkretsen hade 12 580 invånare den 31 december 1901, varav 1 428 eller 11,4 % var valberättigade. 901 personer deltog i valet, ett valdeltagande på 63,1%.

### 1905
| Andrakammarvalet i Sverige 1905: Köpings, Nora, Lindesbergs och Enköpings valkrets | Andrakammarvalet i Sverige 1905: Köpings, Nora, Lindesbergs och Enköpings valkrets | Andrakammarvalet i Sverige 1905: Köpings, Nora, Lindesbergs och Enköpings valkrets | Andrakammarvalet i Sverige 1905: Köpings, Nora, Lindesbergs och Enköpings valkrets | Andrakammarvalet i Sverige 1905: Köpings, Nora, Lindesbergs och Enköpings valkrets |
| Kandidat                                                                           | Kandidat                                                                           | Röster                                                                             | Röster                                                                             | Röster                                                                             |
| Kandidat                                                                           | Kandidat                                                                           | Antal                                                                              | %                                                                                  | +− %                                                                               |
| ---------------------------------------------------------------------------------- | ---------------------------------------------------------------------------------- | ---------------------------------------------------------------------------------- | ---------------------------------------------------------------------------------- | ---------------------------------------------------------------------------------- |
|                                                                                    | Carl Johan Hammarström                                                             | 618                                                                                | 60,4                                                                               | ▼1,2%                                                                              |
|                                                                                    | Närmaste kandidat                                                                  | 402                                                                                | 39,3                                                                               |                                                                                    |
|                                                                                    | Övriga kandidater                                                                  | 4                                                                                  | 0,4                                                                                | —                                                                                  |
| Totalt                                                                             | Totalt                                                                             | 1 024                                                                              |                                                                                    |                                                                                    |

Valet hölls den 19 september 1905. Valkretsen hade 13 307 invånare den 31 december 1904, varav 1 665 eller 12,5 % var valberättigade. 1 024 personer deltog i valet, ett valdeltagande på 64,5 %.

### 1908
| Andrakammarvalet i Sverige 1908: Köpings, Nora, Lindesbergs och Enköpings valkrets | Andrakammarvalet i Sverige 1908: Köpings, Nora, Lindesbergs och Enköpings valkrets | Andrakammarvalet i Sverige 1908: Köpings, Nora, Lindesbergs och Enköpings valkrets | Andrakammarvalet i Sverige 1908: Köpings, Nora, Lindesbergs och Enköpings valkrets | Andrakammarvalet i Sverige 1908: Köpings, Nora, Lindesbergs och Enköpings valkrets |
| Kandidat                                                                           | Kandidat                                                                           | Röster                                                                             | Röster                                                                             | Röster                                                                             |
| Kandidat                                                                           | Kandidat                                                                           | Antal                                                                              | %                                                                                  | +− %                                                                               |
| ---------------------------------------------------------------------------------- | ---------------------------------------------------------------------------------- | ---------------------------------------------------------------------------------- | ---------------------------------------------------------------------------------- | ---------------------------------------------------------------------------------- |
|                                                                                    | Alfred Stärner                                                                     | 823                                                                                | 56,3                                                                               |                                                                                    |
|                                                                                    | August Lundin (höger)                                                              | 635                                                                                | 43,4                                                                               |                                                                                    |
|                                                                                    | Övriga kandidater                                                                  | 4                                                                                  | 0,3                                                                                | —                                                                                  |
| Antal giltiga röster                                                               | Antal giltiga röster                                                               | 1 462                                                                              |                                                                                    |                                                                                    |
| Kasserade röster                                                                   | Kasserade röster                                                                   | 2                                                                                  |                                                                                    |                                                                                    |
| Totalt                                                                             | Totalt                                                                             | 1 464                                                                              |                                                                                    |                                                                                    |

Valet hölls den 15 september 1908. Valkretsen hade 14 212 invånare den 31 december 1907, varav 1 988 eller 14,0 % var valberättigade. 1 464 personer deltog i valet, ett valdeltagande på 73,6 %.